# Filiera (filettatura)

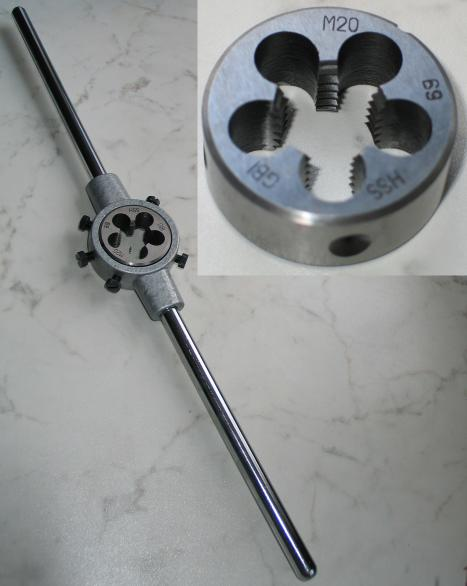
Filiera tonda M20 montata su girafiliere a manubrio, si notano i grani di fissaggio e di registro

La filiera è un utensile per filettare che può adoperarsi a mano con uno strumento detto girafiliere oppure a macchina montata sul mandrino. Intaglia filetti maschi all'esterno di barre cilindriche per creare le viti e i bulloni.
Esiste in numerosi tipologie e misure di cui le principali sono la metrica e l'imperiale, disponibili in confezioni singole oppure in serie completa in eleganti cassette.

## Costruzione

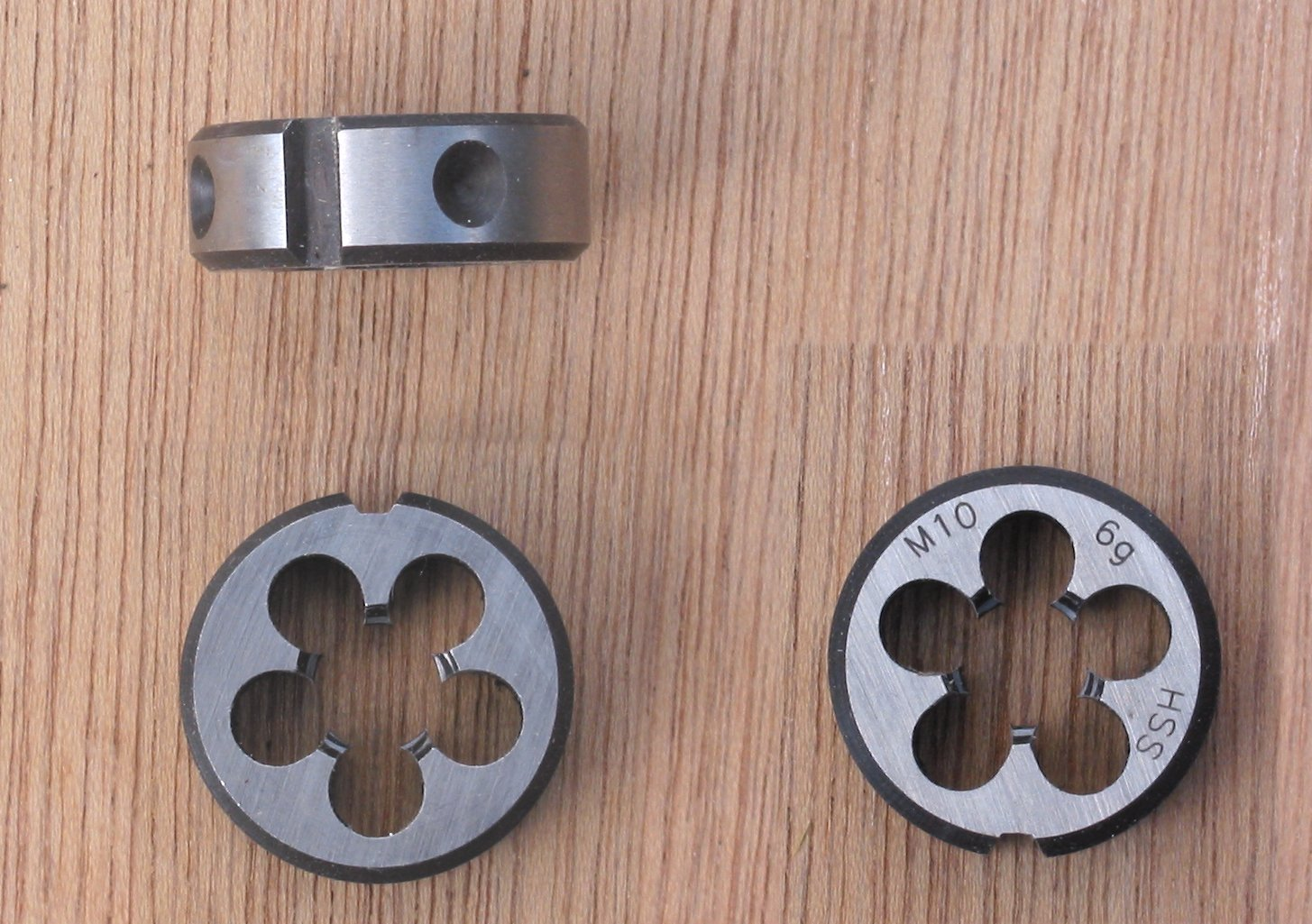
Filiera tonda M10 in acciaio HSS, si notano le svasature e l'intaglio

La classica filiera tonda è costituita da un anello cilindrico in acciaio in cui è ricavato il filetto tagliente in grado d'incidere il metallo della superficie esterna della barra e creare così il filetto ad elica della vite. Il truciolo prodotto dal taglio viene scaricato dalle gole longitudinali sulle cui cuspidi sono ricavati i taglienti paralleli all'asse, di solito in numero di tre o di quattro o anche di più nel caso di filiere grandi.
La filiera regolabile è costituita da blocchetti di acciaio a sezione esterna quadrata e interna circolare filettati per metà e dotati di gole longitudinali per lo scarico, è poco usata ma consente di regolare il diametro del filetto.
La filiera a scatto è composta da pettini taglienti mobili radiali o tangenziali o circolari, montati su un meccanismo a scatto in grado di allontanarli e disimpegnare il pezzo in lavorazione. Ogni pettine è un piccolo utensile in acciaio rapido con denti uguali e allineati, con angoli di spoglia adatti al materiale. I pettini circolari sono detti rulli e la filettatura operata con filiera a rulli si chiama rullatura.
La parte frontale si chiama imbocco ed è rastremata per agevolare l'ingresso e l'impanatura dei taglienti nel materiale da filettare. L'imbocco è la parte vitale della filiera ed esegue la maggior parte del lavoro di taglio mentre i filetti posteriori assumono più che altro funzione di guida; il suo angolo di apertura determina lo spessore del truciolo.

### Elementi costitutivi della filiera tonda
- Disco: anello di acciaio, è il corpo della filiera.
- Dente: tagliente compreso tra due gole vicine.
- Gola: scanalatura di scarico del truciolo, tra due denti contigui.
- Imbocco: tratto iniziale rastremato dell'inviluppo dei denti, di forma a tronco di cono, che agevola la penetrazione e l'impanatura dei taglienti.
- Imbocco corretto: è una variante dell'imbocco classico, si usa sulle filiere per macchina al fine di agevolare lo scarico del truciolo; per i materiali comuni varia dagli 8° ai 12°.
- Angolo d'imbocco: angolo di apertura dell'imbocco, determina lo spessore del truciolo.
- Spoglia frontale: angolo di spoglia dalla faccia tagliente rispetto al piano assiale, si misura in corrispondenza del diametro esterno.
- Spoglia dorsale: scarico ottenuto per rettifica della parte dorsale.
- Svasature coniche: incavature praticate nel disco per accogliere i grani di bloccaggio del girafiliere.
- Svasatura conica di registro: svasature coniche radiali praticate nell'anello ai lati dell'intaglio per accogliere il grano di registro presente nel girafiliere, allo scopo di variare di pochi centesimi il diametro della filiera e compensarne l'usura.
- Intaglio di registro: intaglio praticato nell'anello per accogliere il grano di blocco del registro presente nel girafiliere, allo scopo di fissare il limite massimo di deformazione anulare operata dai grani di registro.

### Processo produttivo
Si parte da una barra cilindrica in acciaio, di solito acciaio rapido UNI 2955: UC110, U115W, U100CM4 che a fine lavorazione verrà temprato con raffreddamento finale in acqua a 20-25 °C. I parametri essenziali per la costruzione sono il tipo di filetto (metrico, Whitworth, ecc.), lo spessore delle labbra taglienti, il numero dei denti, il diametro del nocciolo e il raggio del fondo delle gole. In base a questi dati di partenza si opera la scelta della fresa madre a budino e si procede con il processo costruttivo.
La caratteristica principale che ne determina le capacità di taglio in relazione al materiale cui è destinato è l'angolo di spoglia: il dorso dei denti taglienti può spogliarsi lungo l'intero profilo, di solito si preferisce contenere la spoglia entro il centesimo di millimetro per agevolare le successive riaffilature.

## Impiego

### Scelta della filiera
La scelta consegue dal tipo di esecuzione della filettatura, dal materiale e dal foro, dalle dimensioni massime del truciolo che si produce durante il lavoro e dall'eventuale disimpegno rapido a fine lavoro. Le filiere per filettare a mano sono diverse da quelle per filettare a macchina, sebbene una filiera tonda a mano possa impiegarsi anche sul tornio. Per il disimpegno rapido su macchina possono impiegarsi filiere a pettini mobili.
Se il passo della filettatura che si vuol creare per accogliere la madrevite o il dado non è noto dalle caratteristiche di questi ultimi, è possibile misurarlo con il contafiletti: la misurazione avviene per tentativi cercando quale sua lamina si adatta alla filettatura. A quel punto il valore si legge sulla stampigliatura.
Per l'acciaio duro conviene usare filiere con angolo di spoglia frontale tra gli 8° e i 10°, per l'acciaio dolce 10°-18°, per la ghisa 5°-8°; per il rame 15°-18°; per l'alluminio 18°-28°; per il bronzo 6°-8°; per l'ottone 3°-6°; per il duralluminio 15°-24°.
Scelte sbagliate o taglienti non affilati o lubrificazione inadeguata portano a inconvenienti gravi tra cui velocità di filettatura impropria, utensile inadatto, diametro inadeguato, usura precoce, eccesso di truciolo non evacuabile. Questo si ripercuote sulla bontà della filettatura che può risultare obliqua o spanata e può sfociare nell'usura precoce della filiera o nella rottura del pezzo in lavorazione.

### Filettatura a mano

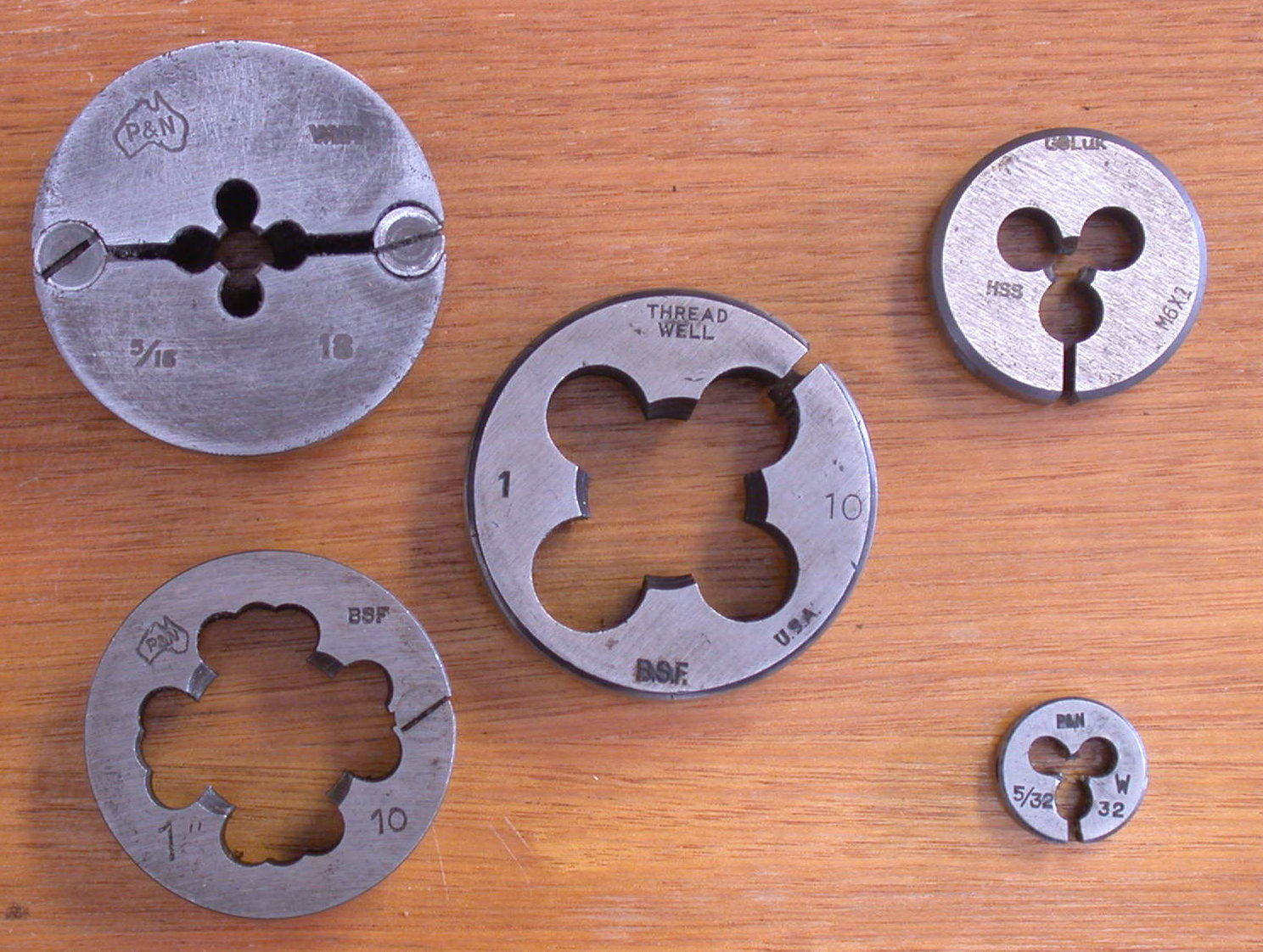
Filiere tonde di varie misure

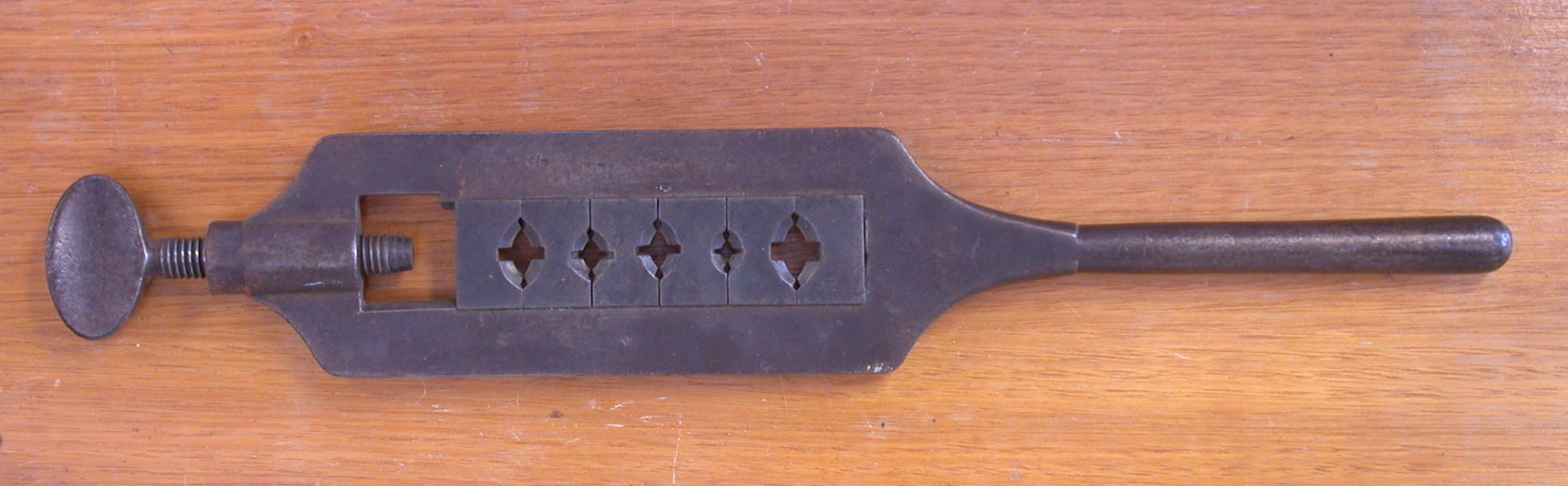
Vecchio girafiliere con filiere quadre di varie misure

Contrariamente alla maschiatura, la filettatura a mano con filiera si esegue con una sola passata. Importante è la lubrificazione durante il lavoro: a seconda del materiale converrà usare lubrificanti adatti, per esempio olio da taglio per l'acciaio e petrolio per la ghisa; l'ottone si può lavorare a secco.
La barra deve avere opportuno diametro ricavabile da tabelle a seconda della misura e del tipo della filettatura. In mancanza di tabelle e per filettature non troppo pretenziose si può calcolare il suo diametro con la formula D=d-p/10 dove d è il diametro nominale del filetto da farsi e p il passo. Dopo aver accomodato l'imbocco della filiera sull'estremità della barra si controlla la sua coassialità e si procede ruotando lentamente il girafiliere e applicando al contempo una forza longitudinale di spinta per favorire l'impanatura. Per tutta l'operazione la filiera deve restare coassiale alla barra, eventuali disallineamenti portano a filettature inclinate. Di tanto in tanto è utile ruotare di qualche giro al contrario per agevolare l'evacuazione del truciolo e lo scarico.
A lavoro ultimato si ripulisce con aria compressa accertandosi di eliminare ogni residuo di truciolo e di bava.

### Filettatura a macchina
L'uso della macchina è l'unica strada percorribile nella vasta produzione. L'utensile si monta sul mandrino portafiliere che grazie al meccanismo di controllo della coppia assicura di non superare il momento torcente adatto al materiale in lavorazione. La velocità di taglio deve regolarsi in rapporto alle dimensioni del filetto e al materiale: a titolo indicativo è di 4 metri al minuto per l'acciaio duro, dai 2 ai 2.5 per quello dolce, 3.5 per la ghisa, 6 per il bronzo, 8 per l'ottone, 7 per il rame, 5 per l'alluminio, 4 per il duralluminio. La lubrificazione è molto importante e a seconda del materiale converrà usare lubrificanti diversi oppure l'olio da taglio.
Le filiere da macchina sono quasi sempre a scatto, per disimpegnare i pettini taglienti dal pezzo senza invertire il moto di rotazione. I pettini possono essere tangenziali, radiali o circolari, la loro distanza dall'asse determina il diametro del filetto e vanno quindi registrati con cura interponendo l'apposito tampone di filettatura.

### Lubrificanti per filettatura di vari materiali
| Materiale            | Lubrificante                      |
| -------------------- | --------------------------------- |
| acciaio              | olio combustibile                 |
| acciaio per utensili | olio fosforoso                    |
| alluminio            | petrolio, olio emulsionabile      |
| bronzo               | olio di colza, olio emulsionabile |
| duralluminio         | olio di colza, olio emulsionabile |
| ghisa                | petrolio                          |
| ottone               | a secco                           |
| rame                 | olio di colza, olio emulsionabile |

## Manutenzione
A lavoro ultimato si pulisce la filiera con aria compressa e la si ripone nella custodia o nella cassettiera. A fine giornata conviene ripulire bene con aria compressa e con uno spazzolino a setole morbide ogni filiera usata, indi riporle nelle custodie con l'accortezza di avvolgerle in un velo d'olio che le protegga dalla ruggine. In presenza di morchie o incrostazioni immergerle per qualche minuto in un bagno di petrolio bianco oppure stenderlo con un pennello, poi pulirle accuratamente con lo spazzolino, asciugarle bene con l'aria compressa e ungerle con olio pulito.
Dopo uso prolungato o impiego su materiali molto duri è necessario riaffilare i taglienti avendo cura di preservare i giusti valori degli angoli di taglio e d'imbocco. Gli intervalli di riaffilatura si ottengono da tabelle e sono più frequenti rispetto a quelli dei maschi.

### Enti normativi
- Comitato Europeo di Normazione
- ISO
- Ente nazionale italiano di unificazione

### Tabelle di consultazione
- Lista di standard ISO
- Filettatura metrica ISO